# الدوري المكسيكي الممتاز 1957-58
الدوري المكسيكي الممتاز 1957-58 (بالإسبانية: Primera División de México 1957-58)‏ هو الموسم 15 من الدوري المكسيكي الممتاز. أقيم خلال الفترة 14 يوليو 1957 وحتى 5 فبراير 1958، وأشرف على تنظيمه اتحاد المكسيك لكرة القدم، وكان عدد الأندية المشاركة فيه 14، وفاز فيه زاكاتيبيك.